# 大台中地區山海線鐵路雙軌高架化建置計畫
大台中地區山海線鐵路雙軌高架化建置計畫（簡稱台中環狀鐵路計畫，俗稱台中山手線計畫或稱台中山海線）是將臺鐵山線與海線在臺中市內的路段串聯成環線，以形成臺中市內的環狀通勤鐵路之計畫，其通稱係借用自日本東京的環狀通勤鐵路JR山手線。工程分為興建上環彩虹線（甲后線）、下環微笑線（成追線）雙軌化、海線（大甲-追分）雙軌高架化與山線高架化延伸（大慶-成功）。

## 簡介
係藉由規劃中的甲后線連接臺中線（山線）、海岸線（海線），再與成追線構成環狀鐵道，並將山線鐵路高架化，自豐原車站到大慶車站，再往南延伸至規劃中三大副都心之一的烏日區，將多核心都市發展南延至大慶烏日。另將規劃海線全線雙軌及部分高架銜接海線副都心，沿線由南往北成功、追分、大肚區、龍井區、沙鹿區、清水區、台中港、大甲區，全線提升軌道旅運容量，一路環繞至銜接甲后線，使山手線帶動山線與海線城市間彼此通勤、文化、觀光遊憩及營造具地方特色的環城鐵路路廊。經可行性研究計畫總經費約新臺幣961億元，其中自償經費（可創造之外部效益）約153.76億元，非自償部分（無法回收之成本）地方政府配合款274.46億元、中央政府補助532.78億元，將爭取中央政府一次核定、分階段分年編列。

## 歷史
本計畫已經在2017年獲得行政院納入前瞻基礎建設計畫中核定通過。同時納入的台中市軌道計畫包含「台中捷運藍線」及「台中捷運綠線延伸到彰化」，共1597.39億台幣。
2018年11月28日，新任臺中市市長當選人盧秀燕表示將暫緩經濟效益不大的山手線，另再更改臺中巨蛋興建地點。然而山手線成功－追分部分工程已經開工，時任中華民國交通部政務次長王國材表示希望盧秀燕可以慎重考慮。2019年1月18日新任中華民國交通部部長林佳龍（前任臺中市市長）說中華民國國家發展委員會已退回此項建設；隔日，國發會澄清並無退回，僅有補件，駁斥交通部部長的說法。
2019年1月22日國發會以山手線計畫不符合交通部所頒佈「鐵路平交道與環境改善建設及周邊土地開發計畫審查作業要點」之規定，其中「與審查要點意旨仍有未合」有22項，且對於財務分擔及工程單價造價等，也沒有充分說明，行政院發函回復交通部，請臺中市政府修正計畫並補件。
2019年3月19日台中市政府函送修正後的山海環線計畫至交通部，正由交通部鐵道局審查。根據台中市政府提出的修正計畫，山海環線總經費增加5億元，約從709億元增至714億元，主要是物價變動調整，同時台中市政府另有附帶函件，希望中央政府協助全額補助山海環線所需經費。
2024年1月30日台中市政府依交通書面意見指示，將計畫拆分為山線、海線及甲后線三本報告書，並於同年2月23日提送交通部審查，交通部已於3月29日轉陳山線、海線計畫予行政院審議。

## 資料來源
1. ↑  . 臺中市政府交通局.   [2018-03-25]. （原始内容存档于2018-11-29） （中文）.
2. ↑  . 臺中市政府交通局.   [2018-03-25]. （原始内容存档于2018-11-28） （中文）.
3. 1 2 3  文/莊亞築 美編/ 江宜潔. . 蘋果日報. 2017-07-17  [2018-03-25]. （原始内容存档于2019-02-03） （中文）.
4. ↑  . 中央社.   [2018-11-28]. （原始内容存档于2018-11-29） （中文）.
5. ↑  李宜秦報導. . 時報資訊. 2018-11-28  [2018-11-28]. （原始内容存档于2019-06-29） （中文）.
6. ↑  . www.cna.com.tw.   [2019-05-05]. （原始内容存档于2019-05-05） （中文（臺灣））.
7. ↑  臺中市政府交通局. . 臺中市政府交通局. 2024-07-19  [2024-07-19]. （原始内容存档于2024-07-03）.